# Groupe Roussitch
Le groupe de reconnaissance, de sabotage et d'assaut « Roussitch » (ou Rusich selon la transcription en anglais, en russe : Диверсионно-штурмовая разведывательная группа (ДШРГ) «Ру́сич» (Diversionno-chtourmovaïa razvedyvatelnaïa grouppa (DChRG) « Russitch »)) ou plus simplement groupe Roussitch, est un détachement de combat russe d'extrême droite qui prend part à la guerre russo-ukrainienne aux côtés des républiques populaires autoproclamées de Lougansk et de de Donetsk contre l'Ukraine, à la fois durant la guerre du Donbass de juin 2014 à juillet 2015, puis lors de l'invasion de l'Ukraine par la Russie en 2022.

## Historique
Les premières traces de l'existence du groupe Roussitch remontent à 2009 lorsqu'un campement pour l'entraînement des militants du groupe est établie par un militant néo-nazi de Saint-Pétersbourg, Alexeï Miltchakov alias Fritz.
Le groupe participe au conflit dans le Donbass dès juin 2014 en menant des opérations de reconnaissance et de sabotage sur les arrières des troupes ukrainiennes et a également joué un rôle important dans plusieurs batailles clés au début du conflit dans le Donbass. L'une des opérations les plus connues du groupe est la destruction du bataillon ukrainien Aïdar près des villages de Metalist et Tsvitni Pisky dans l'oblast de Louhansk le 5 septembre 2014 alors qu'une trêve venait d'entrer en vigueur,.
D'après les témoignages, les combattants de Roussitch ont tendu une embuscade à la moitié d'une colonne d'Aidar qui se positionnait sur une autoroute tandis que des forces spéciales russes attaquaient le reste de l'unité.
Lors de l'automne 2014, le groupe Roussitch participe également aux combats de l'aéroport de Donetsk aux côtés des bataillons Sparta et Somalie.
Le groupe est également engagé lors de l'invasion de l'Ukraine par la Russie en février 2022. Sa présence est avérée début avril, où ses combattants sont transférés dans la région de Kharkiv où ils ont été photographiés près du village de Pletenevka.
En septembre 2022, le groupe se fait remarquer en publiant sur un compte Telegram des "conseils" sur la manière de torturer les prisonniers et de les assassiner. En avril 2023, la chaîne Telegram du groupe publie une vidéo montrant un prisonnier ukrainien être décapité au couteau. Durant le mois de mai 2023, une autre vidéo sur Telegram montre le groupe Roussitch utiliser un drone pour larguer du gaz toxique sur des positions ukrainiennes. 
Le 25 août 2023, Yan Petrovsky, l'autre leader de l'unité, est arrêté en Finlande,. Le groupe lance un ultimatum au gouvernement russe exigeant qu'il intervienne pour obtenir sa libération, faute de quoi ses combattants ne participeraient plus au combat en Ukraine. Devant théoriquement être engagé sur la ligne de front Robotyne-Verbove durant la contre-offensive ukrainienne de l'été 2023, l'absence des combattants du Roussitch aurait causé de réels problèmes aux forces russes.

## Fonctionnement
Selon Miltchakov, Roussitch se compose de Rodnovers nationalistes, volontaires de Russie et d'Europe et fonctionne comme un collectif fermé, et est une unité dans laquelle les nationalistes russes reçoivent une formation au combat.
Au moins un des membres du groupe polonais Zadruga a combattu dans le cadre de cette unité. Les unités se sont avérées être composées de membres de l'unité spéciale GROM, qui fait partie du Service fédéral de contrôle des drogues de la fédération de Russie, par exemple les frères Konstantin et Boris Voïevodine. Tous deux sont des nationalistes russes et natifs de Saint-Pétersbourg.
Un possible lien entre le Groupe Wagner et Russitch a été rapporté. Le chef de Russitch, Alexeï Miltchakov, et Dmitri Outkine, le commandant nominal du groupe Wagner, ont servi dans la 76e division d'assaut aéroporté de la Garde.
L'équipement et l'armement des combattants du groupe sont comparables à ceux de l'infanterie russe.

## Idéologie et symboles
Le Roussitch est généralement décrit comme d'obédience d'extrême droite et néo-nazie.
Néanmoins, certains chercheurs attirent l'attention sur le fait que le groupe n'a pas réellement d'idéologie clairement définie, mélangeant idées néo-nazie, néo-païenne, nationaliste, etc. 
Les symboles généralement affichés par le groupe sont les runes comme le Tiwaz, le Kolovrat (soleil à huit rayons), le Valknut ainsi que divers slogans rédigés sous forme de codes. Le Roussitch utilise également le drapeau impérial russe tricolore noir, jaune et blanc.